# Bob-Europameisterschaft 1989
Die Bob-Europameisterschaft 1989 wurde am 21. und 22. Januar im Zweierbob und am 28. und 29. Januar 1989 im Viererbob zum zweiten Mal auf der Bobbahn Winterberg Hochsauerland  im sauerländischen Winterberg als vierter von sechs Veranstaltungen des Bobweltcups  ausgetragen.
Nach der sportlich eher zweitrangigen Europameisterschaft im Vorjahr, bei der sich die Topathleten bereits in der Vorbereitung für die Olympischen Spiele in Calgary befanden, hatte die Europameisterschaft in der nacholympischen Saison einen wesentlich höheren Stellenwert. Allerdings hatte sich einiges im Boblager getan. Nach dem kaum für möglich gehaltenen Olympiasieg im Viererbob für Ekkehard Fasser war dieser zunächst zurückgetreten. Diesem Rücktritt vom Leistungssport schloss sich auch Hans Hiltebrand an, der im Oktober 1988 ein Angebot als kanadischer Bob-Nationaltrainer annahm. Den Zweien folgte nach einer letztlich enttäuschenden Saison im April 1988 Silvio Giobellina, der französischer Bob-Nationaltrainer wurde. Im August 1988 trat dann schließlich auch noch Ralph Pichler ab, der das Amt des italienischen Bob-Nationaltrainers übernahm. Nach dem Abgang von Erich Schärer ein Jahr zuvor waren nun alle fünf Schweizer Top-Athleten nicht mehr am Start, die für eine glorreiche Phase des Schweizer Bobsports standen. Überdies wurde Schärer, der nach seinem Karriereende das Amt das Schweizer Auswahltrainers übernommen hatte, im Oktober 1988 von Franz Isenegger abgelöst. Der Vorruhestand hielt bei Ekkehard Fasser allerdings nicht lange an, schon im November 1988 trat er zu Qualifikationswettbewerben und später auch im Bob-Weltcup wieder an. Obwohl er immerhin Schweizer Vizemeister im Viererbob wurde, verzichtete er anschließend auf einen Start bei der Europa- und Weltmeisterschaft. Nun waren Gustav Weder und Nico Baracchi die Schweizer Aushängeschilder, vor allem bei Baracchi stand aber der Härtetest gegen die Weltelite noch bevor.
Aber auch im Lager der DDR-Bobsportler hatte es Veränderungen gegeben. Altmeister Bernhard Lehmann war vom Leistungssport verabschiedet worden, ihm folgten Dietmar Schauerhammer, Matthias Trübner, Roland Wetzig, Hans-Joachim Schurack, Ronald Stein und Dietmar Jerke. Zudem schwand mehr und mehr die Oberhofer Dominanz, durch die Altenberger Bobbahn wuchsen vermehrt Zinnwalder Talente heran, allen voran Harald Czudaj. Außerdem konnte die Fachwelt die langsame Wiederauferstehung einer früher sehr erfolgreichen Bobnation beobachten. Ob der EM-Titel von Christian Schebitz dem Bobsport in der Bundesrepublik Deutschland einen Schub gegeben hatte, war nicht zu beurteilen, aber ausgerechnet der bereits 36-jährige Rudi Lochner stieß in der schon laufenden Saison mit Anschieber Markus Zimmermann in die Weltspitze vor.
Regelementsänderungen
Nach den eher unrühmlichen Bobwettbewerben bei Olympia in Calgary, die von nicht wenigen Athleten und Fachleuten als irregulär bezeichnet worden waren, sah sich die FIBTin der Pflicht, durch geeignete Maßnahmen einen sportlich gerechteren Wettkampf zu gewährleisten. Gleichzeitig hatten die Veranstalter mit immer größeren Starterfeldern zu kämpfen, da der Bobsport wohl nicht zuletzt durch die Teilnahme des jamaikanischen Bobs bei Olympia und durch Prinz Albert von Monaco als Bobpilot eine zunehmende mediale Aufmerksamkeit erhalten hatte. Für die EM in Winterberg hatten bei den kleinen Schlitten zum Beispiel sage und schreibe 46 Teams gemeldet. Die FIBT hatte dazu im Sommer 1988 auf ihrem Kongress in Dresden getagt und beschloss dort die Einteilung der Bob-Teams in Gruppen. Die Startergruppe bestand aus Bobs der 12 bestplatzierten Nationen des Vorjahresweltcups, womit wohl auch dieser in der Wertigkeit angehoben werden sollte. Wen die jeweilige Nation in die Topgruppe entsandte, war allerdings nicht festgelegt, in der Regel war es der interne Qualifikationssieger oder das beste Weltcupteam. Damit war zugleich garantiert, das die Topteams das beste Eis haben würden. Bei der EM wurden die restlichen 34 Bobs in drei weitere Startgruppen eingeteilt. Nach dem ersten Lauf, würden dann die besten zwölf Bobs in umgekehrter Reihenfolge starten, danach folgte der Rest. Dieser Modus war nicht unumstritten und ließ vor allem bei den Athleten aus der Schweiz die Befürchtung aufkommen, dass nunmehr in der Regel nur noch ein Team pro Land Medaillenchancen haben würde.

## Zweierbob
Bei Nebel und Regen startete der erwartete Zweikampf Weder - Hoppe, der sich aber zur Freude der Zuschauer in einen Dreikampf ausweitete. Rudi Lochner fuhr im ersten Lauf Bestzeit und ließ so die beiden Favoriten zunächst hinter sich. Allerdings hatte der Mann vom Königssee mit besonderen Schwierigkeiten zu kämpfen, im zweiten und vierten Lauf beschlug sein Helmvisier, was sich sofort in schlechteren Laufzeiten niederschlug. So musste er im zweiten Lauf die Führungsposition an den Schweizer Gustav Weder abgeben, blieb aber noch mit 24 Hundertstel vor dem Hoppe-Bob. Dem Doppelolympiasieger war im zweiten Lauf ein ungewöhnliches Missgeschick passiert. Nach dem Start sprang Hoppe zunächst auf den Sitz seines Anschiebers Bogdan Musiol und musste so nochmals nach vorn rutschen, bis Musiol einsteigen konnte. Dabei ging wertvolle Zeit verloren. Am zweiten Wettkampftag machte Hoppe diesen Ausrutscher vergessen und fuhr in beiden Läufen Bestzeit. Bereits nach dem dritten Lauf lag er mit Fünf Hundertstel Vorsprung auf Lochner auf dem Silberrang. Da Lochner im letzten Lauf durch sein angelaufenes Visier eine deutlich schlechtere Zeit fuhr, war Hoppe nach seiner Fahrt vom Silberrang nicht mehr zu verdrängen. Weder stand durch Hoppes sehr gute Zeit unter Zugzwang, ließ sich den Titel aber nicht mehr nehmen. Am Ende war der zwischenzeitlich auf vier Zehntel angeschwollene Vorsprung auf 13 Hundertstel zusammengeschmolzen. Für den Schweizer bedeutete dies den ersten großen internationalen Titel im Seniorenbereich. Der Zinnwalder Harald Czudaj belegte als bester Bob der zweiten Startgruppe einen guten vierten Platz und etablierte sich immer mehr als zweiter Mann in der DDR-Nationalmannschaft hinter Aushängeschild Wolfgang Hoppe.
| Platz | Bob                                             | 1. Lauf | 2. Lauf | 3. Lauf | 4. Lauf | Gesamtzeit Rückstand |
| ----- | ----------------------------------------------- | ------- | ------- | ------- | ------- | -------------------- |
| 1     | Schweiz I Gustav Weder Bruno Gerber             | 57.43   | 57.89   | 57.81   | 58.48   | 3:51.61              |
| 2     | DDR I Wolfgang Hoppe Bogdan Musiol              | 57.48   | 58.24   | 57.75   | 58.27   | 3:51.74 +0.13        |
| 3     | BR Deutschland I Rudi Lochner Markus Zimmermann | 57.36   | 58.12   | 58.04   | 58.68   | 3:52.20 +0.59        |
| 4     | DDR III Harald Czudaj Alexander Szelig          | 57.67   | 58.20   | 58.22   | 58.69   | 3:52.78 +1.17        |
| 5     | BR Deutschland III Rolf Dauber Olaf Hampel      | 57.81   | 58.36   | 58.34   | 58.75   | 3:53.26 +1.65        |
| 6     | Schweiz II Nico Baracchi Donat Acklin           | 57.95   | 58.48   | 58.45   | 58.87   | 3:53.75 +2.14        |
| 7     | Sowjetunion I Jānis Ķipurs Aldis Intlers        |         |         |         |         | 3:53.93 +2.32        |
| 8     | DDR II Detlef Richter Mario Hoyer               |         |         |         |         | 3:53.94 +2.33        |
| 9     | Österreich I Ingo Appelt Harald Winkler         |         |         |         |         | 3:54.48 +2.87        |
| 10    | Kanada II Chris Lori Ken LeBlanc                |         |         |         |         | 3:55.26 +3.65        |

## Viererbob
Bei den großen Schlitten gingen noch 29 Teams an den Start. Auf der wenig selektiven Kunsteisbahn zeigte sich bereits im Training, dass der Favoritenkreis etwas größer abzustecken war. Neben Weder machten vor allem die Österreicher Appelt und Kienast sowie Weders Teamkollege Baracchi mit guten Traingszeiten auf sich aufmerksam. Letztlich kam der Sieger mit Ingo Appelt nach 11 Jahren erstmals wieder aus Österreich. Dabei hatte es nach einem spannenden Duell bis zum dritten Lauf danach ausgesehen, das der Zinnwalder Harald Czudaj seinen ersten Titel im Seniorenbereich feiern könnte. Im ersten Lauf mit Bestzeit fahrend, hatte die Czudaj-Crew nach drei Läufen nur 5 Hundertstel Rückstand auf Appelt. Der Goldschmied aus Tirol fuhr aber im letzten Lauf Tagesbestzeit und gewann letztlich mit 26 Hundertstel seinen ersten internationalen Titel. Auch der Kampf um Bronze wurde erst im letzten Lauf entschieden, wob vor allem der Schweizer Baracchi nochmal für Spannung sorgte. Zwar hatte der Österreicher Peter Kienast bereits nach dem ersten Wettkampftag auf dem dritten Platz gelegen, doch vier Hundertstel Rückstand auf Hoppe, 8 Hundertstel auf Weder und 22 Hundertstel auf Baracchi waren nicht eben ein Ruhekissen. Während Weder sich durch einen verpatzten dritten Lauf mit der nur neuntbesten Zeit im Kampf um Bronze verabschiedete, wurde dessen Teamkollege Nico Barrachi ärgster Konkurrent von Kienast. Nach dem dritten Lauf war der Vorsprung bereits wieder etwas geschmolzen und mit der gleichen Laufbestzeit wie später Appelt setzte der Schweizer Baracchi den Österreicher Kienast nochmals gehörig unter Druck. Am Ende trennten beide nur noch vier Hundertstel. Für Kienast war es nach WM-Silber 1986 die zweite internationale Medaille.
| Platz | Bob                                                                            | 1. Lauf | 2. Lauf | 3. Lauf | 4. Lauf | Gesamtzeit Rückstand |
| ----- | ------------------------------------------------------------------------------ | ------- | ------- | ------- | ------- | -------------------- |
| 1     | Österreich I Ingo Appelt Harald Winkler Gerhard Redl Jürgen Mandl              | 55.55   | 55.66   | 56.52   | 56.28   | 3:44.01              |
| 2     | DDR III Harald Czudaj Karsten Brannasch Tino Bonk Peter Förster                | 55.53   | 55.74   | 56.51   | 56.49   | 3:44.27 +0.26        |
| 3     | Österreich II Peter Kienast Thomas Schroll Franz Siegl Kurt Teigl              | 55.68   | 55.75   | 56.62   | 56.40   | 3:44.45 +0.44        |
| 4     | Schweiz II Nico Baracchi Christian Reich Donat Acklin René Mangold             | 55.78   | 55.87   | 56.56   | 56.28   | 3:44.49 +0.48        |
| 5     | DDR I Wolfgang Hoppe Bodo Ferl Bogdan Musiol René Hannemann                    | 55.70   | 55.77   | 56.61   | 56.53   | 3:44.61 +0.60        |
| 6     | Schweiz I Gustav Weder Bruno Gerber Lorenz Schindelholz Curdin Morell          | 55.73   | 55.78   | 56.80   | 56.56   | 3:44.67 +0.66        |
| 7     | BR Deutschland I Anton Fischer Uwe Höring Olaf Hampel Christoph Langen         |         |         |         |         | 3:44.97 +0.96        |
| 8     | Sowjetunion I Jānis Ķipurs Jānis Jansons Wladimir Koslow Aldis Intlers         |         |         |         |         | 3:45.20 +1.19        |
| 9     | BR Deutschland II Michael Sperr Florian Cruciger Rolf Müller Markus Zimmermann |         |         |         |         | 3:45.48 +1.47        |
| 10    | Schweiz III Fredy Kreis Erwin Fassbind Beat Meuwly Urs Fehlmann                |         |         |         |         | 3:45.70 +1.69        |

## Medaillenspiegel
| Platz | Nation                          | Gold | Silber | Bronze |
| ----- | ------------------------------- | ---- | ------ | ------ |
| 1     | Österreich                      | 1    | 0      | 1      |
| 2     | Schweiz                         | 1    | 0      | 0      |
| 3     | Deutsche Demokratische Republik | 0    | 2      | 0      |
| 4     | BR Deutschland                  | 0    | 0      | 1      |